# Willi Schober
Willi Schober (* 3. Oktober 1913 in Helfta, Mansfelder Seekreis; † unbekannt, nach Februar 1965) war ein deutscher Fußballspieler und späterer -trainer.

## Karriere
Willi Schober begann seine Fußballerkarriere in seinem Heimatort Helfta bei Eisleben beim örtlichen FC Wacker Helfta und spielte später beim SK Admira Wien, mit dem er Deutscher Vizemeister und Österreichischer Meister wurde. Im Juli 1940 wechselte Schober zum Dresdner SC in die Gauliga Sachsen. Dort wurde er mit der Mannschaft Gauligameister und nahm somit an Endrunde um die Deutsche Meisterschaft teil, wo die Dresdner letztendlich dritter wurden. In der Saison 1942/43 wurde Dresden mit 18 Siegen aus 18 Spielen zunächst erneut Gauligameister, später errang Schober mit seiner Mannschaft auch den Meistertitel. In der folgenden Saison verteidigte Dresden den Titel, 1944 verließ Schober den Verein.
1950 beendete Schober seine Karriere bei der BSG VVB Mansfeld Eisleben, die damals in der drittklassigen II. DDR-Liga spielte und wurde sofort Trainer bei dem Verein, der zunächst ein Jahr unter dem Namen BSG Aktivist Eisleben und danach als BSG Stahl Eisleben spielte. 1952 kam Willi Schober in die Lausitz und wurde Trainer bei der BSG Aktivist Brieske-Ost, die damals in der DDR-Oberliga, der höchsten Spielklasse der DDR, spielte. In seiner ersten Saison startete Schober mit einem 6:1-Sieg gegen die BSG Rotation Babelsberg, am Ende der Saison belegte Brieske den neunten Rang. 1954 konnte sich Schobers Mannschaft noch auf Platz sechs verbessern. Im Oktober 1954 wurde die Fußballmannschaft von Brieske-Ost zum neu gegründeten SC Aktivist Brieske-Senftenberg umgewandelt. 1955 belegte die Mannschaft unter Schober mit nur acht Punkten (nach Zwei-Punkte-Regel) den vorletzten Platz, da jedoch in der Saison kein Absteiger ermittelt wurde, blieb Brieske in der Liga. In der Folgesaison wurde Brieske-Senftenberg „Vizemeister“.
Nach einer weiteren Saison in Senftenberg, bei der der SC Aktivist den sechsten Platz in der DDR-Oberliga belegte, kehrte Willi Schober in seine Heimat zurück und wurde Trainer bei der SG Dynamo Eisleben in der zweitklassigen DDR-Liga. Im August 1960 wurde er Trainer beim Ligakonkurrenten BSG Chemie Zeitz. Im Mai 1963 kehrte Schober nach Senftenberg zurück. Der SC Aktivist Brieske-Senftenberg war in der Vorsaison aus der DDR-Oberliga abgestiegen. Im Juli 1963 wurde der Verein in SC Cottbus umbenannt. Schobers letztes Spiel als Cottbuser Trainer war die 1:2-Niederlage gegen die ASG Vorwärts Rostock am 28. Februar 1965, er wurde von Hellmut Trunschke abgelöst.